# Белявкі (Куявсько-Поморське воєводство)
Белявкі (пол. Bielawki) — село в Польщі, у гміні Вомпельськ Рипінського повіту Куявсько-Поморського воєводства.
Населення — 107 осіб (2011).
У 1975-1998 роках село належало до Торунського воєводства.

## Демографія
Демографічна структура станом на 31 березня 2011 року:
|          | Загалом | Допрацездатний вік | Працездатний вік | Постпрацездатний вік |
| -------- | ------- | ------------------ | ---------------- | -------------------- |
| Чоловіки | 51      | 12                 | 36               | 3                    |
| Жінки    | 56      | 15                 | 31               | 10                   |
| Разом    | 107     | 27                 | 67               | 13                   |